# 甘泗淇
甘泗淇（1904年12月21日—1964年2月5日），原名姜凤威，又名姜炳坤，湖南宁乡人，中国人民解放军上将。夫人李贞是中华人民共和国第一位女少将。
甘泗淇早年曾担任湘赣军区政治委员、湘赣省工农民主政府财政部长兼国民经济部长、红六军团和红二军团政治部主任、红二方面军政治部主任，参加长征。抗日战争时期，担任八路军120师政治部主任、晋西北军区政治部主任。第二次国共内战时期，任晋绥军区政治部主任、第一野战军政治部主任。中华人民共和国成立后，任西北军区副政治委员兼政治部主任、中国人民志愿军副政委兼政治部主任、中国人民解放军总政治部副主任等职。

## 生平

### 早年经历
姜凤威生于湖南省宁乡县沩山区南竹山村（一说黄材镇八渡水村）一个贫苦农民家庭。1924年，姜凤威于云山学校毕业后，考入湖南法政专科学校读书。其间积极参加学生运动。1925年加入中国共产主义青年团，1926年春，由姜梦周介绍加入中国共产党。1927年，姜凤威被派往莫斯科中山大学学习。在此期间，姜凤威改名甘泗淇。1930年，甘泗淇回国到上海，在中共中央秘书处任职。

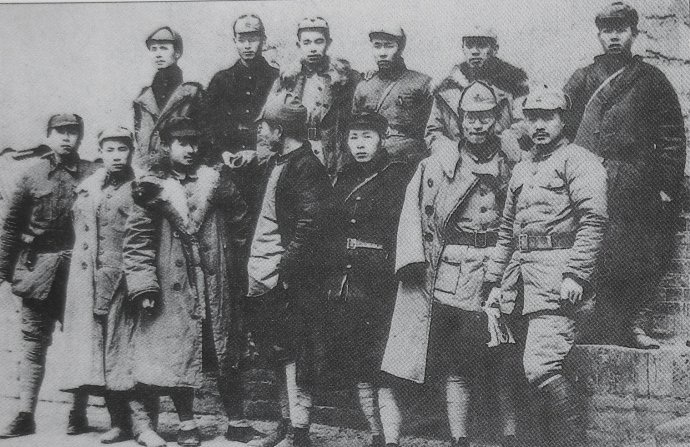
红军长征胜利后，红二方面军部分領導人合影，前排左起甘泗淇、贺炳炎、关向应、王震、李井泉、朱瑞、贺龙。后排左起张子意、刘亚球、廖汉生、朱明、陈伯钧、卢冬生

1931年5月，甘泗淇调任中共湘赣省委宣传部部长，后被派到中国工农红军湘东南独立第1师工作。1932年1月，他担任中共湘赣省委宣传部部长、湘赣军区政治委员，参加湘赣苏区反围剿战争。1933年，因拒绝揭发王首道、张启龙所谓“右倾错误”，被指责为肃清AB团不积极，调任湘赣省委苏维埃政府财政部部长兼国民经济部部长。1933年年底，甘泗淇任红六军团第18师政治委员、红6军团政治部主任、代理政治委员。1934年8月，随红六军团西征。1934年11月，他改任红二军团政治部主任，参与湘鄂川黔苏区作战。1935年11月，甘泗淇参加长征。1936年7月，任红二方面军政治部主任，随部队到达陕北。

### 抗日战争时期
1937年8月，甘泗淇任八路军120师政训处副主任、政治部主任，参与创建晋西北抗日根据地。1940年11月起，甘泗淇兼任晋西北军区政治部主任、中共中央晋绥分局委员，协助贺龙和关向应组织反扫荡、反蚕食、反治安强化运动等作战，并参与组织精简整编工作。1942年起，甘泗淇任晋绥军区政治部主任，陕甘宁晋绥联防军政治部副主任、主任。分别参与组织晋绥军区秋季攻势作战、春夏季攻势作战和大反攻，并参与组织部队开展大生产运动，组织举办各级教导队，培训大批新干部。

### 第二次国共内战时期
第二次国共内战时期，甘泗淇任晋绥军区政治部主任、西北野战军政治部主任、中共中央西北局委员。参与组织晋北、大同集宁、吕梁、汾孝等战役。1947年12月，发现西北野战军第一纵队358旅的“诉苦三查”经验并推广全军，进而领导部队开展新式整军运动，提高了解放军部队的政治思想觉悟和战斗力。1948年，他参与组织指挥宜川、西府陇东、澄郃、荔北等战役和西北冬季战役。1949年2月，甘泗淇任第一野战军政治部主任，参与组织指挥陕中、扶郿、兰州等战役。

### 中华人民共和国成立后

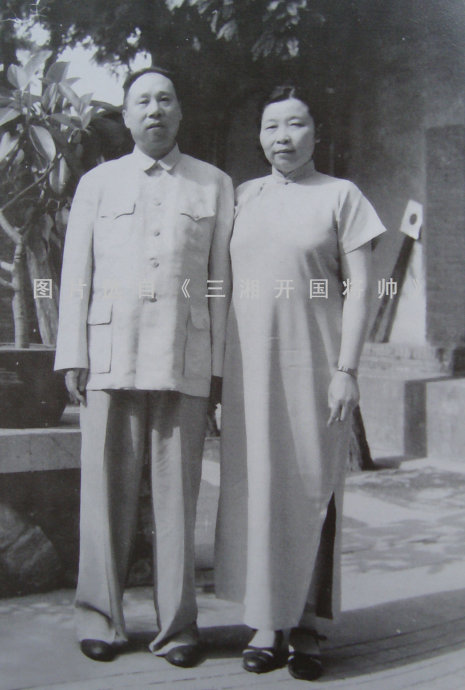
甘泗淇和夫人李贞。

1949年11月，甘泗淇任第一野战军暨西北军区副政治委员兼政治部主任，参与组织了西北地区城市接管、剿匪反霸、土地改革、镇反和“三反”“五反”及抗美援朝等工作。1951年8月，甘泗淇调任中国人民志愿军副政治委员兼政治部主任，参与组织指挥1951年夏秋防御战役和1952年秋季战术反击作战。他提出政治工作的中心任务应放在克服官僚主义、提高部队生活、保证部队物质和文化生活的提高等方面。1953年4月，甘泗淇任中国人民解放军总政治部副主任、曾总结志愿军政治工作经验，对于“政治工作既起领导作用又起保证作用”、“政治工作与军事业务相结合”、“政治工作从群众中来到群众中去”等问题进行了探讨，对解放军全军政治工作具有指导作用。1955年，被授予上将军衔，获一级八一勋章、一级独立自由勋章和一级解放勋章。1956年9月，当选中共第八届中央候补委员。
1959年，彭德怀被批判后，由于甘泗淇与彭德怀长期工作，而遭到林彪的打击，被指为“右倾”。1964年2月5日，甘泗淇在北京病逝。1964年12月30日，中国人民革命军事博物馆、中国历史博物馆依据中宣部向陆定一、康生和中央提交的报告，将陈列中出现甘泗淇等人姓名和形象的文物完全去除。

## 家庭
甘泗淇夫人李贞（1908—1990年），早年参加秋收起义，担任湘赣边区红军妇女团政委、红二方面军政治部组织部副部长，参加长征。长征前夕，在贺龙介绍下与甘泗淇结婚。长征中，李贞早产生下两人的独子，最终孩子早夭，此后二人一直都没有子女。后任八路军妇女学校校长。第二次国共内战期间，担任晋绥军区政治部秘书长、西北军区政治部秘书长。1951年，担任中国人民志愿军政治部秘书长；1955年，授少将军衔，为中华人民共和国开国首位女少将。后担任中国人民解放军军事检察院副检察长。

### 引用
1. 1 2 3 4 5 6 7 8 9  黄海潮 & 姜宏照 (2002)，第92頁.
2. ↑  雷秀珍 编著. . 中国人民大学出版社. 1991: 27. ISBN 978-7-300-01040-3.
3. ↑  . 人民网. 2015-02-03  [2015-07-08]. （原始内容存档于2016-03-04）.
4. 1 2 3 4 5 6 7  欧阳青. . 北京: 长城出版社. 2011: 386–389. ISBN 978-7-5483-0058-8.
5. ↑  张明金、刘立勤. . 北京: 解放军文艺出版社. 2010: 37. ISBN 978-7-5033-2252-5.
6. ↑  湘赣革命根据地党史资料征集协作小组 (编). . 1987: 20.
7. ↑  陈涛，周林宝编著. . 长沙: 湖南人民出版社. 1985: 134.
8. ↑  中国人民解放军历史资料丛书编审委员会. . 解放军出版社. 1994: 19–20. ISBN 7-5065-2325-6.
9. ↑  王波，李迎选编. . 北京: 中央文献出版社. 2007: 48. ISBN 978-7-5073-2448-8.
10. 1 2 3 4  黄海潮 & 姜宏照 (2002)，第93頁.
11. ↑  《中国人民解放军军史》编写组. . 军事科学出版社. 2010: 323. ISBN 978-7-80237-381-5.
12. ↑  星火燎原编辑部.  第一卷. 北京: 解放军出版社. 2007: 61. ISBN 7-5065-5031-8.
13. ↑  张明金;赵功德. . 北京: 解放军文艺出版社. 2006: 123. ISBN 978-7-5033-1940-2.
14. ↑  陈荣华. . 华中师范大学出版社. 1986: 272.
15. ↑  雷颐. . 文史参考. 2010, (10).
16. ↑  吴志菲. . 人民网，来源：《大地》(2003年第二十三期).   [2012-09-27]. （原始内容存档于2015-07-08） （简体中文）.
17. ↑  . 千龙网.   [2012-04-28]. （原始内容存档于2015-07-09）.
18. ↑  . 新华网.   [2012-04-28]. （原始内容存档于2017-05-22）.